# Axel Ljungdahl
Axel Georg Ljungdahl, född 7 augusti 1897 i Lund, död 12 april 1995 i Stockholm, var en svensk general och chef för flygvapnet 1954–1960.

## Biografi
Axel Ljungdahl var son till herrekiperingshandlaren August Ljungdahl och dennes fru Clara Lundberg. Han har givit ut sina memoarer samt en doktorsavhandling i religionshistoria år 1970. Han gifte sig med Ruth Ljungdahl 1938, med vilken han 1940 fick dottern Birgitta. Han hade fågelskådning som hobby.
Ljungdahl var yngre bror till Karl-Gustaf Ljungdahl.
Axel Ljungdahl inledde sin militära karriär vid infanteriet, där han utnämndes till officer 1918. Han var militär- och flygattaché i London 1935–1936. Vid återkomsten till Sverige utnämndes han till major i Flygvapnet. Han var flottiljchef vid Västmanlands flygflottilj (F 1) 1939–1942 samt chef för Tredje flygeskadern (E 3) 1947–1954. Därefter utnämndes han till chef för flygvapnet fram till pensionen 1960. Vid sin pensionering 1960 utnämndes han till general i reserven. Han var ledamot i Luftfartsinspektionen 1945–1965. Han har doktorerat i religionshistoria 1970 och avlagt en teologie kandidatexamen 1975. 

50 år efter officersexamen 1918 var han den drivande kraften bakom en återträff på Krigsskolan Karlberg. Inför jubileet bestämde sig 23 av officerarna för att skriva ner några av sina minnen från sin tjänstetid, också på initiativ av Ljungdahl, och dessa texter ger en unik inblick i svenskt militärliv från ett världskrig till ett annat. Ljungdahl själv bidrog med flera kapitel i boken.
Från kapitlet Flygkompaniet av Ljungdahl: "Bristen på flyginstrument omöjliggjorde flygning i moln som man därför sorgfälligt sökte undvika. Men ibland lyckades detta inte och då fick man uppleva de underligaste sensationer under sina omedvetna svängar inne i molnet. Tyngdkraft och centrifugalkraft spelade mot varandra och man hade till slut ingen aning om vad som var upp eller ner. Man kom nedansande ur molnen i de mest otroliga lägen. Men det var snälla plan!"
Ljungdahl är begravd på Norra begravningsplatsen utanför Stockholm.

## Utmärkelser

### Svenska utmärkelser
- Kommendör med stora korset av Svärdsorden, 6 juni 1953.[5]
- Kommendör av första klassen av Svärdsorden, 6 juni 1945.[6]
- Kommendör av Svärdsorden, 6 juni 1944.[7]
- Riddare av Svärdsorden, 1939.[8]
- Riddare av Nordstjärneorden, 1943.[9]
- Kommendör av första klassen av Vasaorden, 6 juni 1947.[10]
- Riddare av Vasaorden, 1938.[11]

### Utländska utmärkelser
- Kommendör av Amerikanska Legion of Merit, senast 1962.[12]
- Kommendör av första graden Danska Dannebrogorden, senast 1950.[13]
- Storkorset av Etiopiska Stjärnorden, senast 1962.[12]
- Tredje klassen med svärd Finska Frihetskorsets orden, senast 1942.[14]
- Storkorset av Finlands Lejons orden, senast 1962.[12]
- Kommendör av första klass av Finlands Lejons orden, senast 1950.[13]
- Kommendör av Franska Hederslegionen, senast 1955.[15]
- Storkorset av Italienska republikens förtjänstorden, 2 maj 1960.[16]
- Storkorset med svärd av Nederländska Oranien-Nassauorden, senast 1962.[12]
- Storkorset av Norska Sankt Olavs orden, senast 1962.[12]
- Kommendör av första klassen av Brittiska Victoriaorden, senast 1962.[12]
- Kommendör av Storbritanniska imperieorden, senast 1950.[13]
- Kommendör av första klassen av Österrikiska förtjänstorden, senast 1962.[12]